# Doomwatch - I mostri del 2001
Doomwatch - I mostri del 2001 (Doomwatch) è un film britannico del 1972 diretto da Peter Sasdy.
Esso è basato sulla serie televisiva britannica Doomwatch, andata in onda sulla BBC One dal febbraio 1970 all'agosto 1972.